# Coupe du Maghreb des clubs champions 1972-1973
Navigation
Édition précédente Édition suivante
La Coupe du Maghreb des clubs champions 1972-1973 est la quatrième édition de la coupe du Maghreb des clubs champions, qui se déroule en décembre 1972, à Tunis.
La compétition est réservée aux champions nationaux du Maroc, de Tunisie, et d'Algérie ; la Libye ne participe pas à cette édition. C'est le tenant du titre, le Chabab Riadhi Belcourt, qui la remplace. De plus, le Mouloudia olympique de Constantine, troisième d'Algérie, remplace le Mouloudia Club d'Alger, champion d'Algérie, car celui-ci préfère participer en tant que tenant du titre à la coupe du Maghreb des vainqueurs de coupe 1972-1973. Ainsi, comme le deuxième d'Algérie est le Chabab Riadhi Belcourt, qui est d'ailleurs tenant du titre, le Mouloudia olympique de Constantine est qualifié pour disputer le tournoi. La compétition se joue sous forme de matchs à élimination directe, mettant aux prises quatre clubs, qui s'affrontent à Tunis.
C'est le club tunisien de l'Étoile sportive du Sahel qui remporte la compétition en battant en finale le club algérien du Chabab Riadhi Belcourt, sur le score de 2 buts à 0, mettant fin à l'hégémonie du triple champion maghrébin.

## Équipes participantes
- Chabab Riadhi Belcourt  - Champion du Maghreb 1972 et vice-champion d'Algérie 1972
- Mouloudia olympique de Constantine  - 3e d'Algérie 1972
- Association des douanes marocaines  - Champion du Maroc 1972
- Étoile sportive du Sahel  - Champion de Tunisie 1972

## Compétition

### Demi-finales
| Équipe 1      | Résultat         | Équipe 2       |
| ------------- | ---------------- | -------------- |
| ES Sahel      | 2 - 0            | MO Constantine |
| CR Belcourt T | 0 - 0 4-3 t.a.b. | AD Marocaines  |

Les buteurs du premier match sont Abdesselam Adhouma et Amri Melki (sur penalty). Les formations ayant disputé les demi-finales sont :
- ESS : Ali Ajroud, Abdelhamid Bouguila, Amri Melki, Habib Bicha, Mohsen Habacha, Anouar Cherif, Othman Jenayah (puis Mohamed Zouaoui), Slah Karoui, Taoufik Hadiji, Abdesselam Adhouma, Fethi Gafsi (puis Raouf Ben Aziza)
- MOC : Kamel Naidja (puis Said Soucha), Feliachi, Barket, Tahar Benabdoune, Malek, Jamel Adlani, Abdelmajid Krokro, Rachid Khaine, Saïd Zoghmar (puis Derridj), Abdelhafidh Fendi, Rabah Gamouh
- CRB : Mohamed Abrouk, Sid Ali Amar, Bouhalsa (puis Medjerab), Hamiti, Madani, Messahel, Chekroun, Talbi (puis Abdelghafour), Selmi Djillali, Mustapha Dahleb, Abdelkader Ighili
- ADM : Boukadi Koskous, Ben Kirane (puis Hamid Zarouil), Abdelhak Rizkallah, M'hamed Hmimou, Safoui, Mustapha Azhar, Abderrahim, Kala, Bouaali, Houcine, Moussaïd

### Match pour la3eplace
| Équipe 1      | Résultat         | Équipe 2       |
| ------------- | ---------------- | -------------- |
| AD Marocaines | 1 - 1 4-3 t.a.b. | MO Constantine |

Les buteurs du match sont Rabah Gamouh (MOC) et Kala (ADM). Les formations ayant disputé le match sont :
- ADM : Boukadi Koskous, Ben Kirane, Abdelhak Rizkallah, M'hamed Hmimou, Safoui, Terhiche (puis Khalidi), Abderrahim, Kala, Bouaali, Houcine, Zratit
- MOC : Kamel Naidja, Feliachi, Barket, Said Adlani, Malek, Abdennouri, Abdelmajid Krokro, Rachid Khaine, Saïd Zoghmar, Jamel Adlani, Rabah Gamouh

### Finale
| Équipe 1 | Résultat | Équipe 2      |
| -------- | -------- | ------------- |
| ES Sahel | 2 - 0    | CR Belcourt T |

Les buts de la finale sont l'œuvre d'Amri Melki et Raouf Ben Aziza.
- La formation des champions est la suivante[1] : Ali Ajroud, Abdelhamid Bouguila, Amri Melki, Habib Bicha, Mohsen Habacha, Anouar Chérif, Slah Karoui, Othman Jenayah, Taoufik Hadiji, Abdesselam Adhouma, Raouf Ben Aziza (entraîneur : Abdelmajid Chetali)
- Les finalistes sont Mohamed Abrouk, Sid Ali Amar, Medjerab, Hamiti, Madani, Messahel, Chekroun, Talbi, Selmi Djillali, Mustapha Dahleb, Abdelkader Ighili (entraîneur : Bayou)

## Vainqueur
| Coupe du Maghreb des clubs champions Vainqueur 1973 |
| --------------------------------------------------- |
| Étoile sportive du Sahel Premier titre              |

## Sources
- (en) « Maghreb Champions Cup », sur rsssf.com (consulté le 16 mai 2016)